# Хмельницька єпархія УПЦ (МП)
Хмельницька єпархія — єпархія УПЦ МП, об'єднує парафії та монастирі московського патріархату на території частини Хмельницької області.

## Єпископи

### Проскурівське вікаріатство Подільської єпархії
- Валеріан (Рудич) (25 травня 1921 — 16 вересня 1923)
- Димитрій (Галицький) (вересень 1928 — 11 вересня 1932)

### Подільська єпархія (від 1945— кафедра в Проскурові (Хмельницькому))
- Панкратій (Кашперук) (28 квітня 1946 — 3 червня 1948)
- Варлаам (Борисевич) (3 червня 1948 — 27 грудня 1951)
- Анатолій (Бусел) (27 грудня 1951 — 10 березня 1953)
- Андрій (Сухенко) (1953—1955) від 1954 — т/к, єп. Вінницький

### Хмельницька єпархія (від 1955)
- Варлаам (Борисевич) (1 лютого 1955 — 5 вересня 1956)
- Іларіон (Кочергин) (5 вересня 1956 — 14 серпня 1961)
- Ігнатій (Демченко) (3 вересня 1961 — 12 січня 1962)
1964—1990 — вдівство кафедри, керується Вінницькими архієреями
- Феодосій (Дикун) (19 лютого — 20 березня 1990)
- Нифонт (Солодуха) (31 березня 1990 — 25 серпня 1992)
- Питирим (Старинський) (26 серпня 1992 — 22 червня 1993)
- Антоній (Фіалко) (22 червня 1993 — 3 квітня 2023)
- Віктор (Коцаба) (з 3 квітня 2023)

## Благочинні округи
- Віньковецький
- Волочиський
- Деражнянський
- Красилівський
- Летичівський
- Старокостянтинівський
- Старосинявський
- Хмельницький
- Хмельницько-градський
- Ярмолинецький

## Монастирі
В єпархії діють чотири монастирі:
- Спасо-Преображенський жіночий монастир, с. Головчинці. Настоятелька: ігуменя Любов (Піхур).
- Свято-Іоанно-Предтеченський чоловічий монастир, с. Велика Калинівка. Намісник: архімандрит Феодосій (Слободянюк).
- Жіночий монастир в честь ікони Божої Матері «Живоносний істочник»,  с. Завалійки. Настоятелька: ігуменя Єлизавета (Ваврійчук).
- Свято-Хрестовоздвиженський чоловічий монастир, м. Старокостянтинів. Намісник: архімандрит Іоасаф (Горкавчук).